# Sharon Corr
Sharon Helga Corr MBE se narodila 24. března 1970, je to irská zpěvačka, skladatelka, hudebnice a televizní osobnost. Je známa jako členka rodinné skupiny The Corrs, kterou zakládala se svými mladšími sestrami Caroline Corr, Andreou Corr
a starším bratrem Jimem Correm. Sharon Corr hraje na housle, klavír a kytaru a zpívá vokály. Když jí bylo šest let začala se učit na housle a také hrála v národních mládežnických orchestrech.
Stejně jako její sourozenci i ona jedržitelka řádu britského impéria, který byl osobně udělen britskou královnou Alžbětou II. za její hudební talent a charitativní činnost. V roce 2012, Sharon se objevila jako porotce v první vysílané sérii RTÉ talent show, která se jmenovala Hlas Irska.

## Osobní život
V roce 2001 se vdala za advokáta Roberta Gavina Bonnara, jejich svatba proběhla v kostele. Pro rádio BBC 2 uvedla, že když šla uličkou během svatebního obřadu hrála instrumentální skladba "Along with the Girls", která se později stala součástí alba "Forgiven, Not Forgotten" (Odpuštěno, nezapomenuto) skupiny The Corrs. Svého budoucího muže poznala během natáčení klipu pro skladbu "Runaway". Jejich první dítě byl syn a jmenoval se Cathal ("Cal") Robert Gerard narozen 31. března 2006. Dalším dítětem tohoto páru byla dcera Flori Jean Elizabeth narozena 18. července 2007. Vzhledem k tomu, že rodný Dundalk se nachází blízko irsko-britské hranice se Sharon považuje za pravou irku. Její strýc byl fotbalistou, který hrál za národní tým Irské republiky i za několik klubů, včetně Evertonu.

## Hudební kariéra

### 2009–2012:Dream of You
V červenci 2009, Sharon Corr byla zvolena na první místo v anglické soutěži MS Twitter. Dne 15. července 2009 se objevila v televizním pořadu The Morning poté co byla oslovena moderátorem prostřednictvím Twitteru, aby potvrdila vydání nového singlu a alba. Její debutový singl "It's Not a Dream" vyšel 21. srpna v Irsku a 31. srpna 2009 ve Velké Británii. Tento singl zahrála na irském festivalu Isle of Wight, britském Glastonbury a na mnoha dalších evropských hudebních festivalech. Její album Dream of You vyšlo 13. září 2010 a obsahuje řadu skladeb, které napsala sama Sharon i hrála na housle. Při tvorbě alba pozvala několik muzikantů, kteří byli hudebním doprovodem The Corrs, mezi ně patřil Antony Drennan hrající na kytaru, basistka Keith Duffy, a na bicí Jason Duffy.

### 2012-současnost:The Voice of Ireland a The Same Sun
Sharon byla porotcem v první a druhé sérii talentové show, která se jmenovala Hlas Irska. Během interview s Maitland Mercury v lednu 2012 prozradila, že připravuje další sólové album. Písně pro album byly dokončeny v březnu 2012 a původní název alba měl být Catch the Moon. Nicméně 21. srpna 2013 bylo oznámeno, že název nového alba bude The Same Sun, toto album se rozhodla propagovat během svého turné po Německu, Brazilíi a Indonésii. Skladba Take a Minute z tohoto alba byla velice úspěšná a Yovie Widianto navrhl Sharon jako speciálnímu hostovi, aby její turné pokračovalo ve španělském Madridu v listopadu 2013. Později na Twitteru napsala "Minulá noc, byla skvělá" a její turné pokračovalo do Los Angeles a New Yorku, kde hrála počátkem roku 2014.

## Diskografie
Hlavní článek The Corrs diskografie

### Studiová alba
- "Dream of You" (2010)
- "The Same Sun" (2013)

### Singly
- "Me and My Teddy Bear"(2009)
- "It's Not a Dream" (2009)
- "Everybody's Got to Learn Sometime" (2010)
- "So Long Ago" (2010)
- "Over It" (2011)
- "Take a Minute" (2013)
- "We Could Be Lovers"(2013)